# Günter Dworak
Günter Dworak (* 25. November 1928 in Wanne-Eickel; † 12. Mai 2000 in Herne-Wanne) war ein deutscher Maler und Grafiker.

## Leben
Dworak wuchs als einziges Kind seiner Eltern im Arbeitermilieu Wanne-Eickels auf. Seine Mutter war Hausfrau, sein Vater Kaufmann und später langjährig als Fördermaschinist auf der Zeche Hannibal beschäftigt. Nach dem Besuch der Volksschule von 1934 bis 1942 absolvierte er von 1943 bis 1946 eine Malerlehre beim Wanne-Eickeler Malermeister Karl Schmitz. Ab 1948 wurde Dworak von Edmund Schuitz in freier Malerei unterrichtet und war bei diesem bis 1950 als Dekorationszeichner, Reklamezeichner und Grafiker tätig. Von 1952 bis 1956 studierte er angewandte und freie Grafik an der Folkwangschule Essen, unternahm Studienreisen nach Frankreich, Portugal und Spanien, und war Assistent bei Max Burchartz, Arnold Bode und Werner Graeff.
Der Heirat im Jahr 1956 folgte die Geburt der Töchter Marianne 1958 und Martina 1964. Nach Beschäftigungen im Garten- und Planungsamt der Stadt Neuss (1956–1957), bei der Stadt Gelsenkirchen (1957–1960) und im Stadtplanungsamt der Stadt Wanne-Eickel (1961–1963) war er ab 1963 bis zu seinem Berufsabschied 1991 beim Kommunalverband Ruhrgebiet in Essen als Grafiker und im Bereich Öffentlichkeitsarbeit und Ausstellungsorganisation tätig. 2000 starb er in seiner Heimatstadt.

## Künstlerisches Wirken
Schon früh errang Dworak erste Auszeichnungen, so den 1. Preis 1947 beim Jugendkunstwettbewerb Herne für die Zeichnung Schuhe, 1948 den 1. Preis für Zeichnung und Malerei der Städte Dortmund, Herne und Wanne-Eickel und 1949 den Kunstpreis des Kultusministeriums (Arnsberg). 1955 wurde sein Plakatentwurf für die Fluggesellschaft Panair do Brasil mit dem 1. Preis ausgezeichnet und in Düsseldorf, Hamburg, Frankfurt und Rio de Janeiro ausgestellt.
Seine Arbeitsschwerpunkte lagen im Bereich der Gebrauchsgrafik, Malerei und Plastik. Vielfach verwendete er für seine Plastiken Materialien, die bereits im Bergbau oder der Metallverarbeitung im Einsatz waren. Nach abstrakten Werken in den 60er und 70er Jahren widmete er sich ab Anfang der 80er Jahre in seinem Schaffen zunehmend dem Bergbau und den im Bergbau tätigen Menschen, in den 90er Jahren wandte er sich christlichen und sozialen Themen zu.
Dworak war stets künstlerisch tätig, Mitbegründer oder Mitglied in verschiedenen Künstlervereinigungen, Organisator von Ausstellungen, Symposien und Kunstaktionen und in Ausstellungen regional und überregional vertreten. So unterrichtete er ab 1960 an der VHS Wanne-Eickel, gründete zusammen mit Wilm Falazik 1960 die Künstlergruppe "FABO" in Bochum, wurde Mitglied des Freien Künstlerkreises Wanne-Eickel und war 1965 Gründungsmitglied der Künstlervereinigung die freien e.V. Wanne-Eickel. Ab 1969 bis zu seinem Tod hatte er sein Atelier in der Künstlerzeche "Unser-Fritz 2/3". 1986 war er Ausstellungsorganisator der Galerie der Herner Sparkassen, Vorsitzender des Kunstvereins Schollbrockhaus und 1990 Mitglied im Beirat der Flottmann-Hallen.

## Werke (Auswahl)
- Eingangstürflügel aus Bronze und Griffe in der Vorhalle der St. Marien-Kirche in Herne-Eickel an der Herzogstraße, 1964[7]
- Plastik am Bau. Metallbrunnen für den Vorplatz des neuen Verwaltungsgebäudes Gütersloh, 1965[8]
- Portal der Heilig-Geist-Kirche der Barbara-Gemeinde in Röhlinghausen, 1969[9]
- Installation Schachtanlage Hannibal † 1973[3]
- Installation Schachtanlage Graf Bismarck, 1984, verwendete Materialien: Holzträgerbalken aus der Kohlenzeche[5]
- Ölbild Bergmann vor Ort, 1985, darstellend zwei Bergleute mit Spitzhacke und Kohlehammer beim Kohleabbau
- Tuschezeichnung Kumpel, 1987, zwei Bergleute in Frontalansicht darstellend
- Dokumentarfilm Hommage an den Bergmann, BBK-Westfalen-Süd, Dortmund, zusammen mit Hanfried Brenner. WDR, 1989[3]

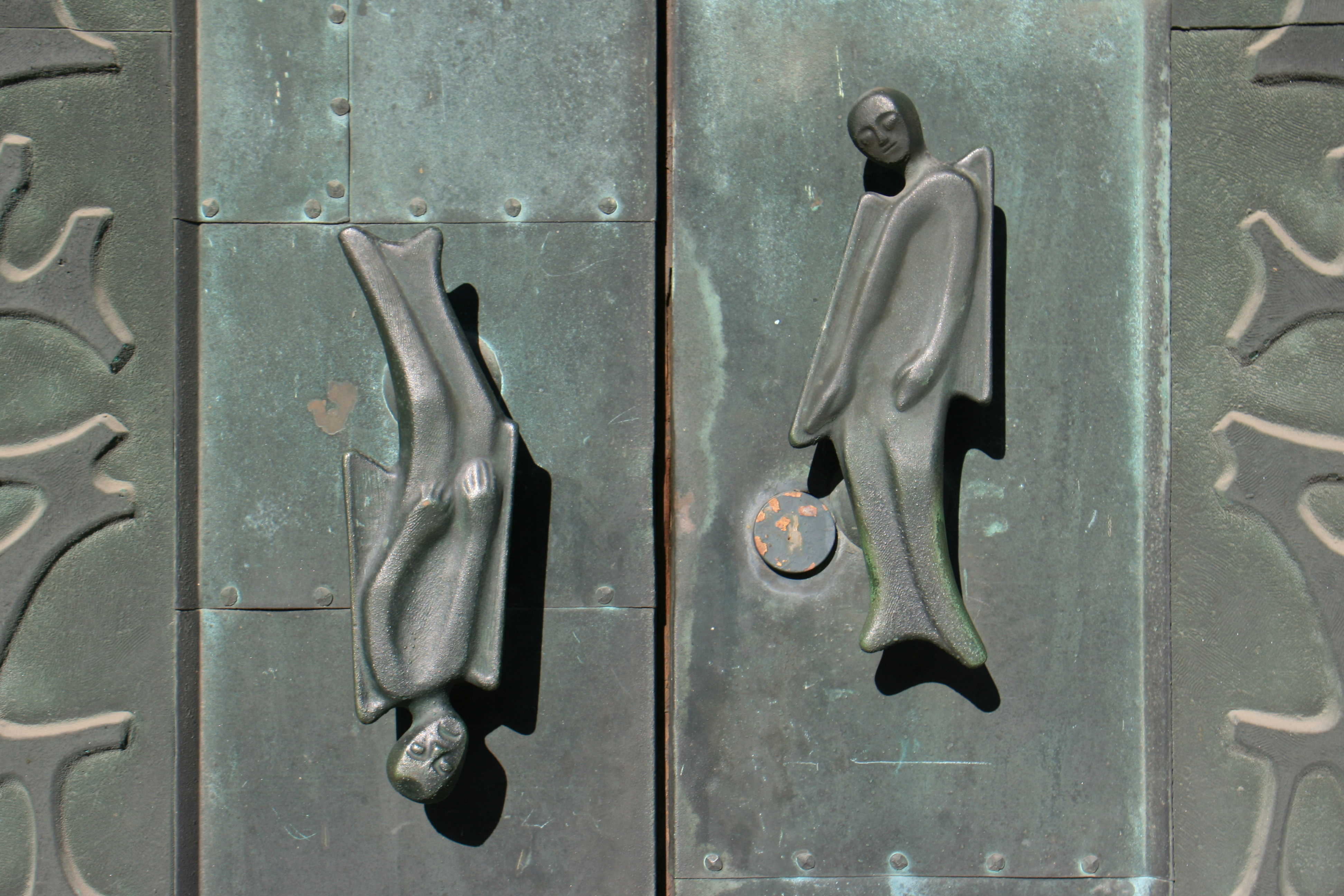
Türflügel der St. Marien-Kirche, Detail
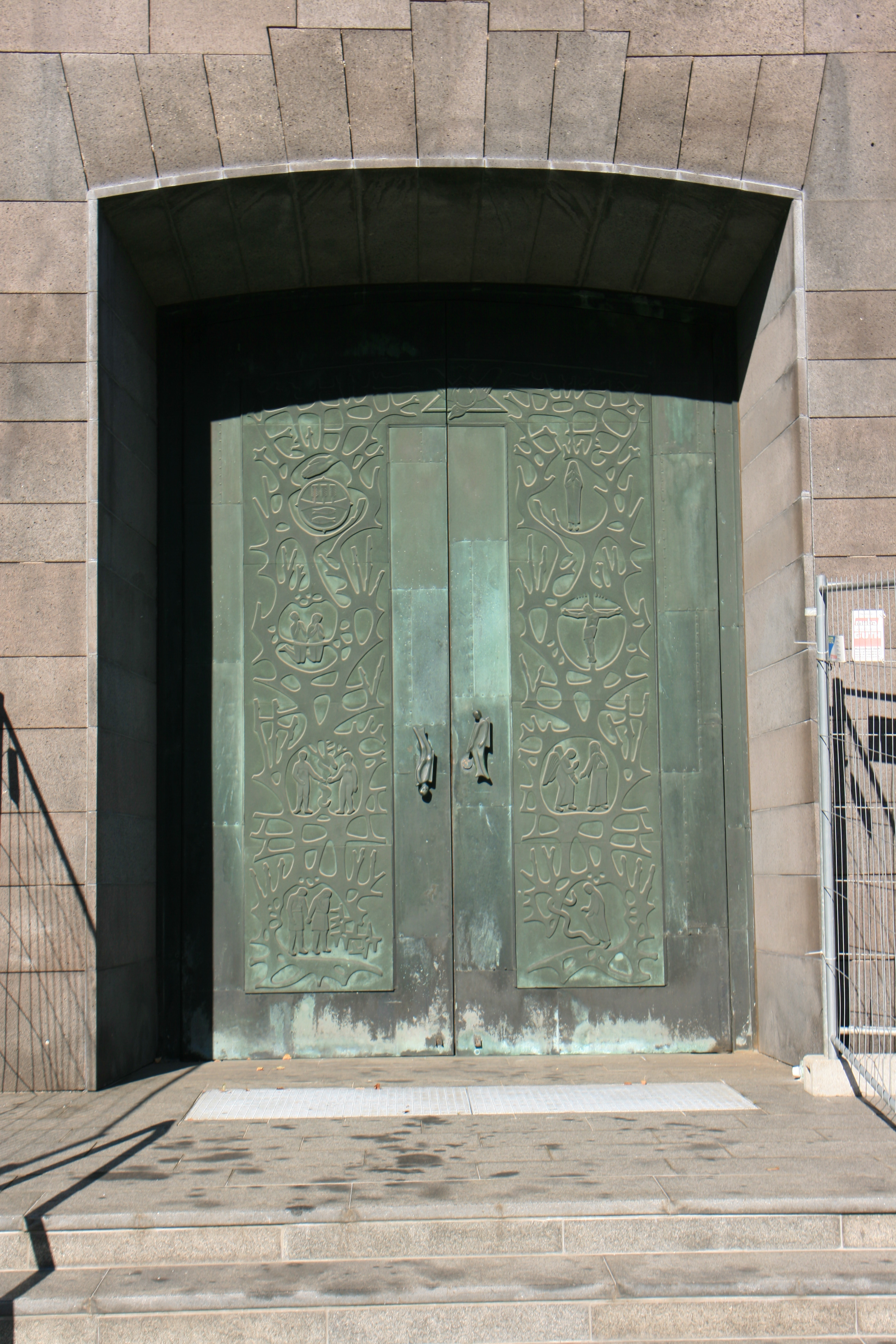
Türflügel der St. Marien-Kirche
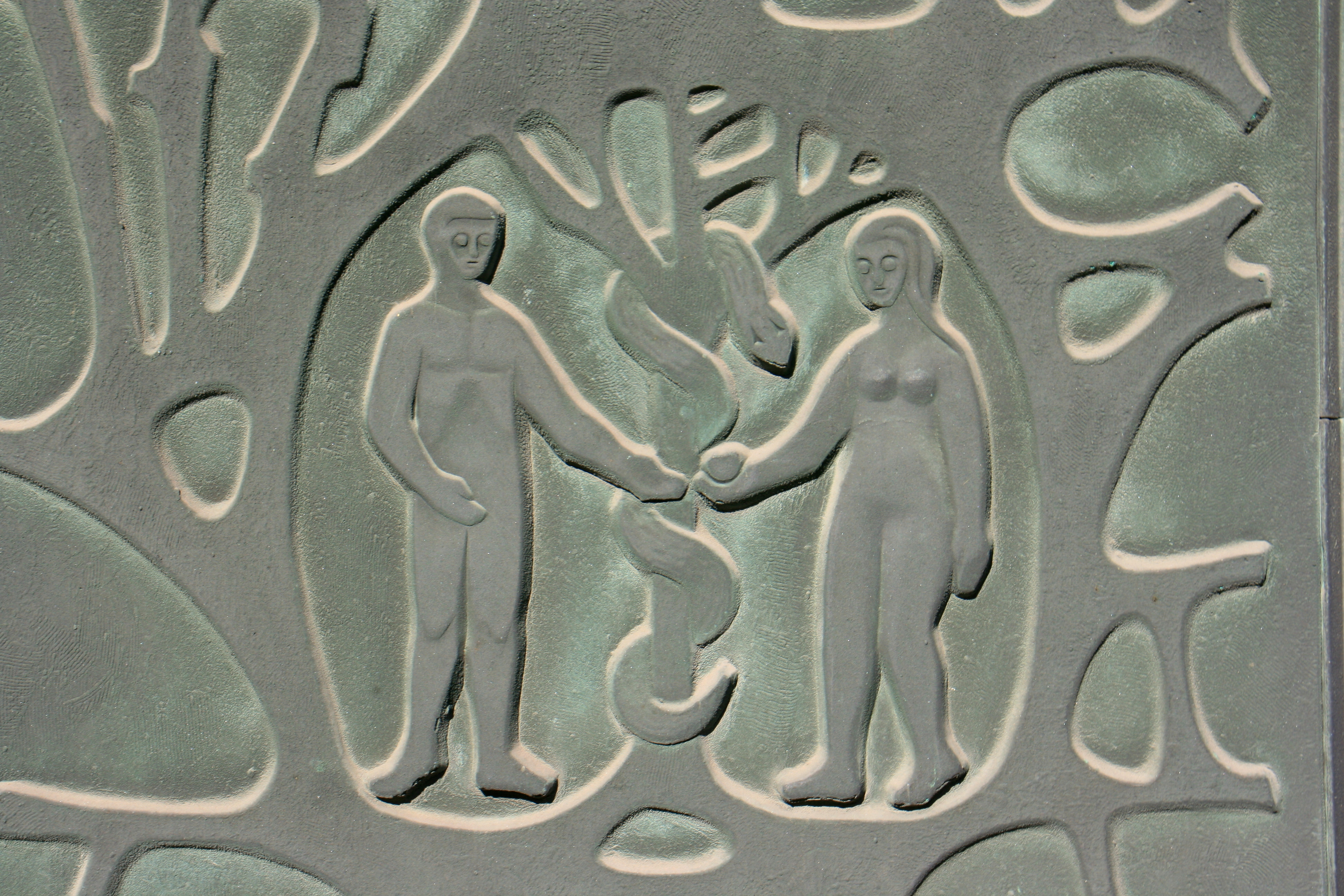
Türflügel der St. Marien-Kirche, Detail

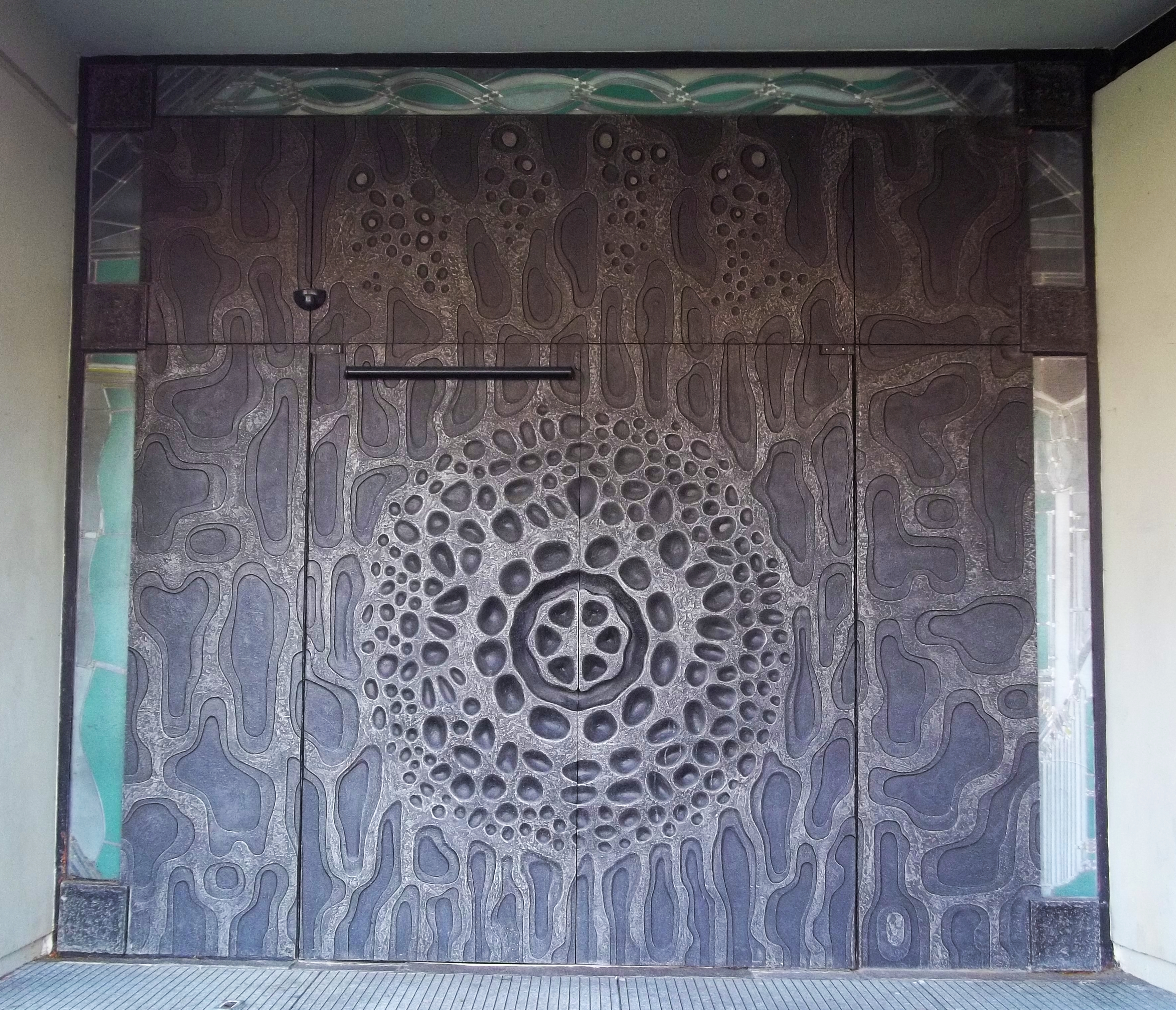
Linke Tür der Heilig-Geist-Kirche
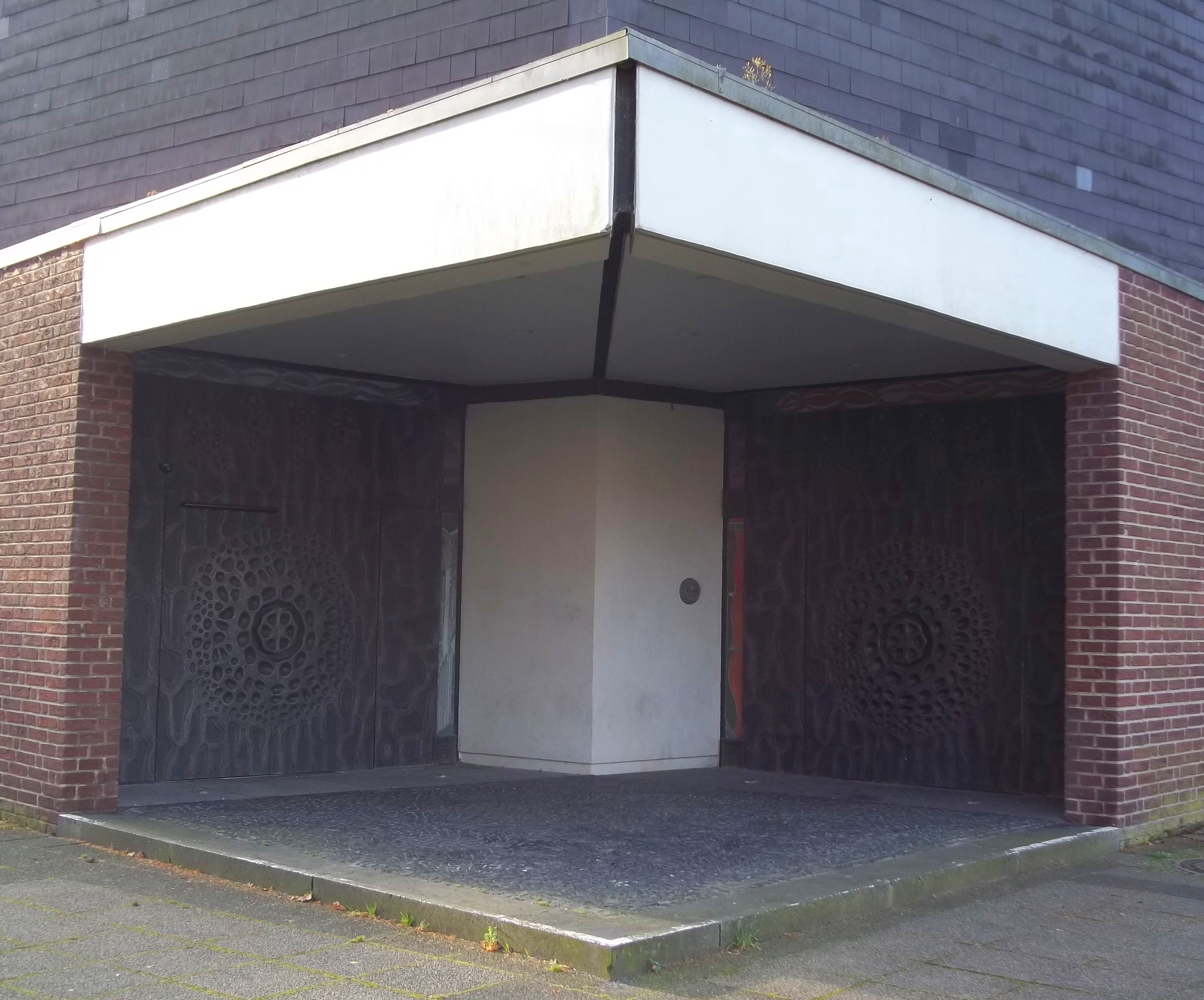
Eingangsportal der Heilig-Geist-Kirche
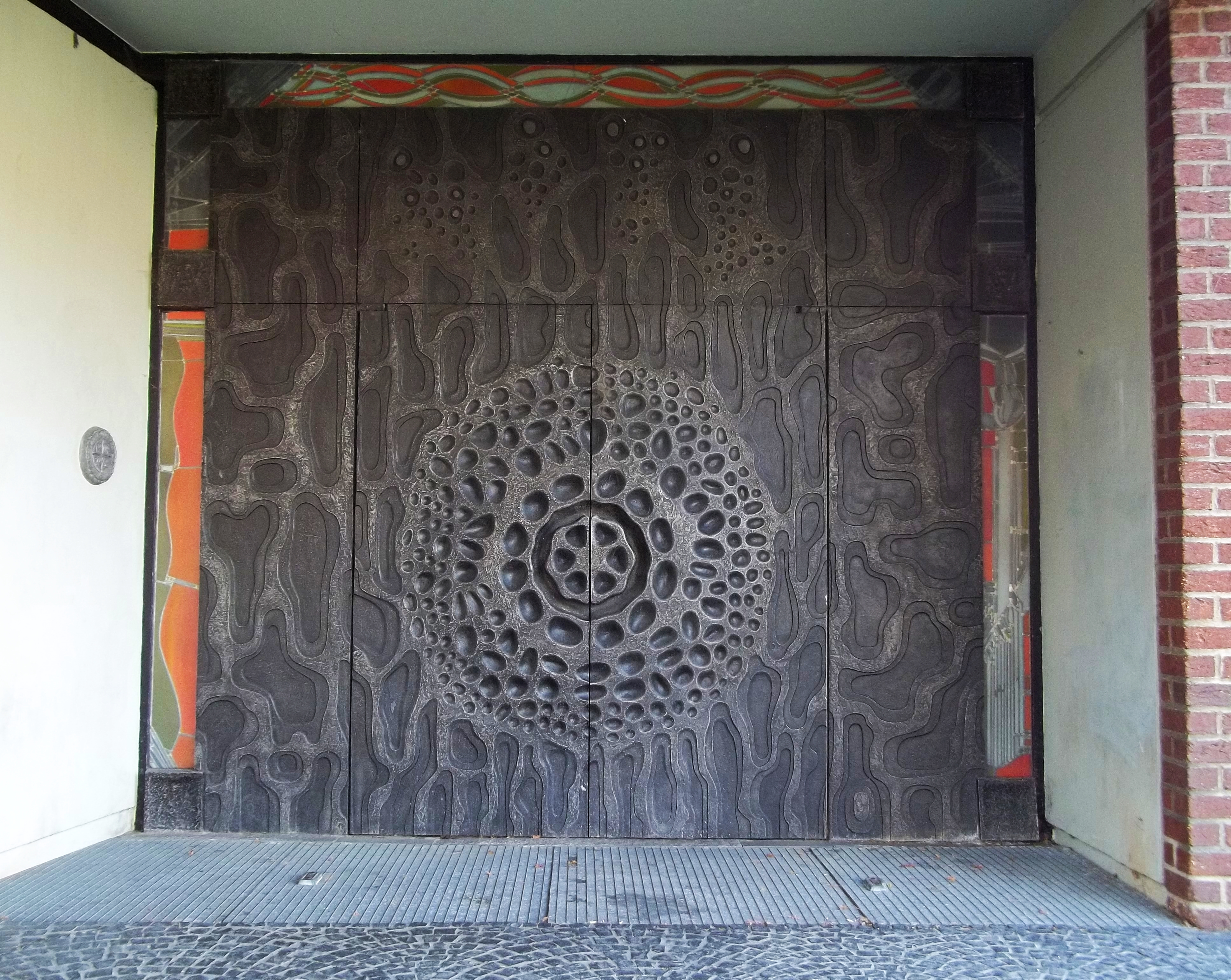
Rechte Tür der Heilig-Geist-Kirche

## Ausstellungen (Auswahl)
- 1960: Jahresschau. Kunstmuseum Gelsenkirchen (Gruppenausstellung)
- 1981: Teilnahme an den 1. Herner Kulturtagen.
- 1983: Teilnahme an den 3. Herner Kulturtagen.
- 1985: Zeitsignale – Hommage an den Bergmann – Ikonographien. Kommunalverband Ruhrgebiet
- 1985: Teilnahme an den 5. Herner Kulturtagen.
- Oktober 1987 bis November 1987: Objekte aus Herne. Flottmann-Hallen, Herne (Gruppenausstellung)
- 1988: "Schichtwechsel". Der Bergbau im Spiegel der Bildenden Kunst. Städtisches Museum Mülheim und Februar/März 1989 Flottmann-Hallen, Herne (Gruppenausstellung)
- November 1992 bis Januar 1993: "Jahresausstellung 1992". Herner Künstlerinnen und Künstler. Flottmann-Hallen, Herne (Gruppenausstellung)
- 1996: Neue Arbeiten von Hamfried Brenner und Günter Dworak. Torhaus Rombergpark, Dortmund
- November 1996 bis Januar 1997: "Jahresausstellung 1996/97". Herner Künstlerinnen und Künstler. Flottmann-Hallen, Herne (Gruppenausstellung)
- 1997: Raumkonzepte. Haus Opherdicke, Holzwickede
- 1998: Glauben(s)bilder – Bilder(n)glauben. Kommende Dortmund
- 2001: Künstlerzeche Unser Fritz, Herne (Gruppenausstellung)
- Januar bis März 2001: Günter Dworak Retrospektive. Städtische Galerie im Schlosspark Strünkede des Emschertal-Museums Herne
- Juli 2010/März 2011: Sonderausstellung Auf breiten Schultern. 750 Jahre Knappschaft. Deutsches Bergbau-Museum Bochum. Installation von Günter Dworak „Schachtanlage Hannibal † 1973“[3]